# Reissekia
Reissekia é um género botânico pertencente à família Rhamnaceae.